# La bottega dei suicidi
La bottega dei suicidi (Le Magasin des suicides) è un film d'animazione del 2012 scritto e diretto da Patrice Leconte, adattato dal romanzo 
Il negozio dei suicidi (Le Magasin des Suicides) di Jean Teulé e realizzato con la tecnica del disegno animato tradizionale in due dimensioni.

## Trama
In una città francese, dove la vita è difficile a causa della crisi e del carovita e dove il tasso di suicidi è molto elevato, solo una famiglia prospera: i Tuvache, proprietari della Bottega dei suicidi, un negozio dove si può trovare tutto l'occorrente per suicidarsi comodamente.
Gli affari vanno alla grande fino a quando Lucrèce Tuvache dà alla luce il suo terzogenito, Alan: già da neonato non può far a meno di sorridere e, una volta cresciuto, mantiene questa felicità quotidiana, diversamente dalla sorella e dal fratello, che hanno sempre il broncio.
A scuola Alan, grazie all'aiuto di alcuni compagni, inizia ad impedire i suicidi dei clienti del negozio. Cosciente che suicidarsi non sia una cosa giusta, Alan si fa creare un'automobile con un impianto-stereo talmente potente da distruggere tutte le attrezzature del suo negozio: le boccette di veleno cadono dagli scaffali, i funghi cadono dai tavoli, tutto scivola a terra e si rompe. Alan viene rimproverato dalla madre, e riportato dentro il negozio dove, con grande sorpresa di tutti, Marilyn è tra le braccia di uno dei clienti del negozio, un giovane che cercava uno strumento di morte ma che conoscendo Marilyn, ci ripensa, chiedendo la ragazza in sposa. La madre, felice, acconsente. Mentre mangiano delle crepès fatte dal giovane, il padre esce dalla stanza da letto dove era convalescente, attirato dall'odore delle crèpes. Arrabbiato per il clima festoso, chiede delle spiegazioni e, all'ammissione di colpa di Alan, lo rincorre per tutta la città con una spada in mano. Giunti sul tetto di un palazzo Alan si scusa e finge di suicidarsi, lanciandosi nel vuoto dal tetto. Tutti iniziano a disperarsi e a piangere ma Alan, con l'aiuto dei suoi amici, sopravvive al volo, facendo ridere per la prima volta il padre. La Bottega si trasforma così in un bel negozio di crèpes.

## Produzione
Il regista Patrice Leconte, annuncia nel 2009 l'intenzione di realizzare un film d'animazione sull'adattamento del romanzo di Jean Teulé Le Magasin des Suicides; a lui si affianca Artur Qwak, co-realizzatore del lungometraggio d'animazione Chasseurs de dragons in collaborazione con la Diablo film studio.
I nomi dei personaggi si riferiscono a celebri personalità morte per suicidio: Yukio Mishima, Lucrezia, Marilyn Monroe, Vincent van Gogh, Alan Turing.

## Accoglienza e critica
Nel maggio 2012 La bottega dei suicidi è stato proiettato in anteprima al Festival di Cannes del 2012, ed il mese dopo viene proiettato al Festival di Annecy.

## Box office
In Francia il film è stato proiettato il 26 settembre 2012 con 125.124 spettatori nella prima settimana, 75.223 nella seconda settimana, 46.425 nella terza e 20.767 nella quarta, per un totale di 267.539 per l'intero mese.

## Distribuzione in Italia
In Italia il film è uscito in anteprima nazionale il 21 dicembre 2012 al Cinema Fiamma di Roma per poi essere distribuito in tutto il paese a partire dal 28 dicembre dello stesso anno. La sua uscita è stata accompagnata da non poche polemiche: la Commissione di Revisione Cinematografica aveva bollato la pellicola come vietata ai minori di 18 anni, scelta presa unicamente in Italia, scatenando così la reazione di Sandro Parenzo, proprietario di Videa C.d.e. Spa che si occupa della distribuzione del film, tuonando “ … A questo punto ritiriamo La bottega dei Suicidi. Questo divieto è assurdo. Abbiamo fatto su questo film delizioso, di un autore affermato, un investimento notevole, a questo punto lo ritiro, è bestiale, lo faremo uscire in Svizzera e quando sarà il momento in home video. Mi è passata la voglia. In questo paese ho dovuto assistere ad un pomeriggio domenicale in tv con la D'Urso che intervistava una persona che spiegava come avesse strangolato la nipote, senza scandalo per nessuno pur essendo le 15, questo film invece ha il divieto ai 18…”. Dopo il ricorso presentato il divieto dei minori di 18 anni è stato prontamente ritirato.